# Maturita
Maturita es una localidad de Trinidad y Tobago, que forma parte del borough de Arima y de la región de Tunapuna-Piarco.

## Geografía
La localidad abarca parte de la isla Trinidad y limita al norte con Arima Heights-Temple Village y Heights of Guanapo (ambas de la región de Tunapuna-Piarco), al sur con Arima, al este con Heights of Guanapo y Pinto Road (ambas de la región de Tunapuna-Piarco) y al oeste con Mount Pleasant y Arima.

## Demografía
Datos demográficos de la localidad de Maturita:
| Gráfica de evolución demográfica de Maturita entre 2000 y 2011 |
|                                                                |